# Сідонія Баварська
Сідонія Баварська (нім. Sidonie von Bayern), (нар. 1 травня 1488 — пом. 29 березня 1505) — баварська герцогиня з династії Віттельсбахів, донька герцога Баварії Альбрехта IV та ерцгерцогині Австрійської Кунігунди, від 1489 року — наречена пфальцького принца Людвіга. Померла до укладання шлюбу. Дружиною Людвіга стала її молодша сестра Сибілла.

## Біографія
Народилась 1 травня 1488 року у Мюнхені. Стала первістком в родині герцога Баварсько-Мюнхенського Альбрехта IV та його дружини Кунігунди Австрійської, з'явившись на світ на другому році їхнього подружнього життя. Згодом сімейство поповнилося доньками Сибіллою, Сабіною та Сусанною й синами Вільгельмом, Людвігом й Ернстом. Після народження першого сина-спадкоємця у 1493 році відносини між батьками налагодилися.
У 1489 році Сідонію заручили зі старшим сином курфюрста Пфальцу Філіпа Щирого, 11-річним Людвігом. Батько даним шлюбом хотів встановити більш тісний зв'язок між його територією Верхньої Баварії та Рейнським Пфальцом, для подальшого зближення з іншою гілкою дому Віттельсбахів. Близькі відносини між Мюнхеном і Пфальцом робили очевидним їхній опозиційний до імператора союз. Також Альбрехт сподівався у певний спосіб контролювати політику Пфальцу.
Домовленість про заручини була досягнута на Рейхстазі у Франкфурті в липні 1489 року. Наступного дня Альбрехт IV і курфюрст Філіп виїхали до Гайдельбергу для вирішення формальностей. Договір про шлюб, датований 27 липня, передбачав звичайні положення щодо фінансового забезпечення. Посаг нареченої мав становити 32 000 флоринів, а «ранковий подарунок» — 10 000 флоринів. Удовина частка повинна була давати Сідонії дохід ще за життя чоловіка, до неї входили замки та міста Мекмюль і Ноєнштадт-ам-Кохер. Мешканці тих міст мали приносити правительці присягу. У випадку другого шлюбу, удовина частка залишалася б за нею, а після її смерті — переходила до спільних з Людвігом дітей. У випадку смерті Сідонії, Людвіг мав би взяти на себе будь-які спільні борги. У разі відсутності дітей, після його смерті посаг повертався до спадкоємців дружини. Борги, які Сідонія мала б після того, як овдовіла, в разі її смерті мали б нести її найближчі родичі.
Через спорідненість наречених необхідно було дозвіл Папи Римського, який і був наданий. Через юний вік пари, шлюб передбачався не раніше 1500 року. У випадку скасування заручин, винуватець мав виплатити 32 000 флоринів постраждалій стороні протягом наступних двох місяців.
Сідонія була єдиною зі своїх суродженців, яку заручили ще у віці немовляти. Ймовірно, це було пов'язано з похилим віком її батька, який ще не мав сина і міг зробити дівчинку єдиною спадкоємицею у разі необхідності. Пункт щодо можливості спадку був прописаний у шлюбному договорі. Хоча наслідування жінками не допускалося в домі Віттельсбахів, Альбрехт IV проігнорував це положення, не бажаючи ризикувати навіть при надії в подальшому мати синів. Разом з тим, в дії продовжував знаходитись договір від 1485 року з герцогом Баварсько-Ландсгутським, який був названий спадкоємцем Альбрехта у разі відсутності нащадків чоловічої статі. Втім, після народження сина Вільгельма у 1493 році дана обережність виявилася зайвою.
Хоча Сідонія і була обіцяна Людвігові, у Пфальці від 1496 року обговорювалися й інші кандидатури. Як альтернативні наречені, розглядалися французька герцогиня та спадкоємиця герцогств Юліх і Берг. Альбрехт IV рішуче опирався розірванню заручин, оскільки союз з Пфальцом залишався для нього надзвичайно важливим. Ситуація змінилася після 1500 року, коли римський король Максиміліан I запропонував шлюб Сідонії з герцогом Ґелдерна Карлом Еґмонтом. Втім, у 1501 році ці перемовини затягнулися і, зрештою, завершилися нічим.
У 1503 році почалася війна за Ландсгутський спадок, яка зробила батька Сідонії герцогом всієї Баварії.
У березні 1505 року Сідонія померла. Була похована у Фрауенкірхе в Мюнхені.